# Centro canadese per l'architettura
Il Centro canadese per l'architettura (in francese Centre canadien d'architecture, CCA; in inglese Canadian Centre for Architecture, CCA) è un museo e centro di ricerca di architettura situato a Montréal, Québec, Canada.
Phyllis Lambert è il fondatore emerito e il direttore , Bruce Kuwabara è presidente del consiglio di amministrazione, Giovanna Borasi è la direttrice. 
Il complesso è stato progettato e costruito dall'architetto Peter Rose. 
Il CCA ha anche un giardino architettonico, situato sul lato sud di René Lévesque Boulevard, all'interno del quale si trova il giardino delle sculture che è stato realizzato dall'architetto Melvin Charney.
Il CCA è anche sede di un centro studi aperto al pubblico e offre programmi educativi e attività culturali; ospita una grande biblioteca e archivi e ospita varie mostre durante tutto l'anno.